# Cyrus Longworth Lundell
 (juillet 2023).
Si vous disposez d'ouvrages ou d'articles de référence ou si vous connaissez des sites web de qualité traitant du thème abordé ici, merci de compléter l'article en donnant les références utiles à sa vérifiabilité et en les liant à la section « Notes et références ».
Cyrus Longworth Lundell (né le 5 novembre 1907 - mort le 28 mars 1994) est un botaniste américain spécialiste de la civilisation maya.

## Biographie
Il se rendit célèbre, en 1931, alors qu'il était parti sur les traces des chicleros, négociants itinérants qui vont dans la jungle saigner les arbres pour en obtenir la gomme de chicle, une matière élastique alors utilisée dans l'industrie. Son principal mérite fut de faire connaître à la communauté scientifique internationale l'existence du site maya de Calakmul, que les chicleros parcouraient, eux, depuis longtemps.
On lui doit aussi le crédit d'avoir entrepris, en 1933, des fouilles sur le site, ainsi que d'avoir donné son nom actuel au site sur la base de mots mayas : il écrivit "En maya, ca signifie deux, lak signifie  adjacent, et mul désigne tout type de colline artificielle à la façon des pyramides mayas anciennes" ; ainsi  le nom Calakmul (site des pyramides jumelles) fut donné à ce site, dans l'ignorance qu'étaient les archéologues de l'époque du nom véritable du site en maya ancien, contenu dans le glyphe-emblème ahaw-serpent, c'est-à-dire le royaume du serpent.
Il étudia également l'espèce Monstera tuberculata qu'il décrivit en 1939.

## Hommage
Lundellia, journal scientifique de botanique systématique publié par le Plant Resources Center de l'Université du Texas à Austin a été nommé en souvenir de Cyrus Longworth Lundell.